# To Kapitola 2
To Kapitola 2 (v anglickém originále It Chapter Two) je hororový film z roku 2019, pokračování filmu To. Režie filmu se, stejně jako předchozího dílu, ujal režisér Andrés Muschietti. Scénář napsal Gary Dauberman. Film měl premiéru v Česku 5. září 2019 a ve Spojených státech 6. září 2019. Děj se odehrává 27 let po prvním dílu filmu ve městě Derry. Natáčení bylo zahájeno 19. června 2018 v Kanadě.

## Obsazení
| James McAvoy         | Bill Denbrough    |
| Jessica Chastainová  | Beverly Marsh     |
| Bill Hader           | Richie Tozier     |
| James Ransone        | Eddie Kaspbrak    |
| Jay Ryan             | Ben Hanscom       |
| Isaiah Mustafa       | Mike Hanlon       |
| Bill Skarsgård       | Pennywise         |
| Wyatt Oleff          | Stan Uris         |
| Jack Dylan Grazer    | Eddie Kaspbrak    |
| Jeremy Ray Taylor    | Ben Hanscom       |
| Jackson Robert Scott | Georgie Denbrough |
| Chosen Jacobs        | Mike Hanlon       |
| Andy Bean            | Stan Uris         |
| Xavier Dolan         | Adrian Mellon     |
| Teach Grant          | Henry Bowers      |
| Jess Weixler         | Audra Phillips    |
| Sophia Lillis        | Beverly Marsh     |
| Finn Wolfhard        | Richie Tozier     |
| Will Beinbrink       | Tom Rogan         |
| Jaeden Lieberher     | Bill Denbrough    |
| James Ransone        | Eddie Kaspbrak    |